# Semuni Dorsa
I Semuni Dorsa sono una struttura geologica della superficie di Venere.